# Games Workshop
Games Workshop Group PLC (abreujat GW) és una empresa multinacional britànica dedicada a la producció de jocs de taula i modelisme de venda al detall. Està especialitzada en l'edició de wargames, sent una de les majors empreses del món en aquest camp. La companyia està registrada en la borsa de Londres amb el símbol GAW.

## Descripció General
Fundada el 1975 per Ian Livingstone i Steve Jackson (també coneguts pels llibres joc de la seva col·lecció titulada Fighting Fantasy), Games Workshop va ser originàriament una fàbrica de taulers de fusta per a jocs com el backgammon i els escacs i que més tard va esdevenir importadora del joc de rol nord-americà Dungeons & Dragons. Sota la direcció de Livingstone i Jackson, Games Workshop es va expandir, passant de ser una petita companyia de comandes per correu situada en una habitació, a una reeixida fàbrica i editora de jocs. Una primera revista promocional, Owl and Weasel, va ser suplantada al juny de 1977 per Livingstone i Jackson per promocionar parcialment la inauguració de la primera tenda de Games Workshop, i va ser substituïda per la revista White Dwarf, la qual també editava Livingstone.
La seva divisió editorial també va treballar en la reimpressió anglesa de jocs de rol americans famosos, però cars d'importar, com La trucada de Cthulhu, RuneQuest i Traveller. El 1979, Games Workshop va proporcionar fons per ajudar en la creació de Miniatures Citadel a Newark, una companyia que produiria les miniatures de metall que serien usades en els jocs de rol i wargames de taula. El nom de Citadel ha esdevingut sinònim de Games Workshop i continua sent una marca registrada associada a aquesta última, molt després que Citadel anés absorbida per Games Workshop.
El 1984, Games Workshop va cessar de distribuir els seus productes als Estats Units a través de Hobby Games Distributors i va obrir les seves pròpies tendes Games Workshop als EUA. Games Workshop a EUA, i tota l'empresa en general, va sofrir una enorme fase de creixement des de finals dels 80 fins a principis dels 90. En el número 126 de la revista White Dwarf (Juny de 1990), va indicar que l'empresa tenia en aquell moment 250 empleats.
Després d'un canvi en la seva administració, al desembre de 1991, la companyia es va centrar en els seus productes més lucratius: els seus wargames Warhammer Fantasy Battle (WFB) i Warhammer 40.000 (WH40K). Les vendes van créixer entorn del públic jove, un mercat més familiaritzat amb aquest tipus de productes. El canvi de rumb de l'empresa va ser un èxit rotund, amb un augment de la cotització i els guanys, malgrat perdre una gran quantitat dels seus antics i lleials aficionats al hobby. Les queixes d'aquests vells clients sobre la nova política de la companyia van acabar cristal·litzant amb la formació d'un grup independent, format per antics treballadors de Games Workshop, que creen Fantasy Warlord, i que entra en compentencia amb GW, encara que amb escàs èxit. Games Workshop es va expandir per Europa, Estats Units, Canadà i Austràlia, obrint noves sucursals i organitzant esdeveniments. La companyia va ser llançada en borsa en el London Estoc Exchange a l'octubre de 1994. A l'octubre de 1997, la seu central va ser situada en Lenton, Nottingham. En aquest lloc es troba avui dia la central de l'empresa, les oficines de White Dwarf, les comandes per correus, i els equips creatius.
Però, en els últims anys de la dècada dels noranta, la companyia va veure com els seus resultats queien, en bona part, per l'èxit dels jocs de cartes col·leccionables llançats per Wizards of the Coast, com Magic: The Gathering o Pokémon.
Des de fa uns anys, Games Workshop ha estat intentant crear un doble acostament que pogués atreure per igual als antics i fidels clients, i seguís sent atractiu per al públic jove. Això s'ha vist en la creació d'iniciatives com la gamma Fanatic que recolza més línies de productes menys rendibles amb menors costos en la venda de miniatures (Internet és generalment usat amb aquest propòsit, a part de reunir idees per a l'equip creatiu i la publicació de proves de jocs, com els Informes de Batalla). Games Workshop també ha contribuït a dissenyar i fabricar jocs i puzles per a la sèrie de televisió The Crystal Maze.
El llançament del tercer wargame més important de Games Workshop, El Senyor dels Anells, el joc de batalles estratègiques (LoTR SBG), el 2000, va assenyalar la seva intenció de capturar la jove audiència amb un simple, però efectiu i flexible, sistema de combat.
Altres innovacions han estat entrar, juntament amb els seus productes principals, en noves àrees de desenvolupament. L'adquisició de Sabretooth Games (jocs de cartes), la creació de l'editorial Black Library, i el seu treball amb THQ en el camp dels videojocs, han permès a la companyia diversificar-se en noves àrees, les quals han aconseguit atreure de nou a vells afeccionats al hobby; a més d'introduir els jocs a un nou públic.

### Llicències
A part dels drets de publicació dels jocs de rol nord-americans en la dècada dels 80, Games Workshop també es va assegurar de posseir els drets per produir miniatures i jocs per a diversos jocs britànics clàssics, com a Doctor Who i diversos personatges de 2300 AD, com Rogue Trooper i Jutge Dredd. També van adquirir els drets per fabricar miniatures de 28 mm. basades en El Senyor dels Anells i El hobbit.
En conjunció amb els productes de l'adaptació cinematogràfica, Games Workshop va adquirir els drets per produir un joc de taula de batalles basats en la pel·lícula, i també en les novel·les de J. R. R. Tolkien Els drets per produir una versió de la pel·lícula d'un joc de rol, van ser venuts a una altra empresa, Decipher, Inc..
Encara que poden produir un joc sobre la batalla dels Cinc Exèrcits, els drets per a les escales de miniatures d'una polzada, usades generalment per Games Workshop, van ser adquirits per una altra empresa. Per aquesta raó, el joc va ser fet amb una escala de 10 mm per als guerrers normals, i escala «heroica» per als personatges principals, herois, etc.
Games Workshop no posseeix els drets per editar treballs basats en El Silmaríl·lion, el qual és actualment propietat exclusiva de Tolkien Estate.

### Games Workshop Group PLC
Games Workshop s'ha expandit en diverses divisions/companyies associades, produint productes relacionats a l'univers de Warhammer Fantasy.
- Games Workshop produeix els wargames, i la gamma de Miniatures Citadel i Jocs d'Especialista.
- Forge World fa, de forma complementària, una gamma de miniatures de resina i kits de conversió especials.
- BL Publishing s'encarrega de l'edició de jocs de taula i jocs de rol de Games Workshop. Consta de diversos segells separats; Black Library, Black Flame, Solaris Books, Black Industries i Warhammer Ancient Battles, editor de Warhammer Historical. Warp Artefacts es va dedicar a fabricar diversos productes i marxandatge basat en la propietat intel·lectual pertanyent a Games Workshop. Actualment estan fusionats amb BL Publishing, com BL Merchandise.
- Sabertooth Games produeix els jocs de cartes col·leccionables i The Lord of the Rings TMG (Tradeable Miniatures Game).

El grup va informar de vendes que aconseguien les 111.480.000 lliures esterlines el 2007 (uns 164.594.714,307 Euros) i una plantilla de 2500 treballadors.
Les vendes han disminuït des de finals de maig de 2006 en un 16%, sobretot en l'Europa Continental. L'empresa va esperar els resultats de vendes de principis de 2007, amb dos anuncis per millorar els seus beneficis, que inclouen el tancament de 35 tendes, i la recomanació de la suspensió dels dividends finals dels accionistes, per prevenir problemes financers en el futur.

## Jocs de Miniatures

### Jocs Principals
Els següents jocs estan en producció i molt estesos, sent fàcilment localitzables:
- Warhammer Fantasy Battle
- Warhammer Age of Sigmar
- Warhammer 40.000
- The Lord of the Rings (En català, El Senyor dels Anells, el joc de batalles estratègiques)

### Jocs d'Especialista
Aquests jocs estan dirigits a jugadors «veterans». Aquests jugadors tenen molta experiència en els jocs centrals de Games Workshop. És per això pel que les regles i la complexitat inherent en els Jocs d'Especialista és major que en els jocs principals, com Warhammer Fantasy Battle o Warhammer 40.000.

#### Jocs basats en l'univers deWarhammer Fantasy
- Blood Bowl - Joc a l'estil de futbol americà que usa criatures fantàstiques (orcs, elfs...)
- Mordheim - Joc d'escaramusses. També va ser llançada al mercat una expansió, anomenada Empire in Flames
- Warmaster - Joc per participar en enormes batalles amb miniatures més petites (10 mm)

#### Jocs basats en l'univers deWarhammer 40.000
- Battlefleet Gothic - Joc basat en combats entre flotes de naus espacials
- Epic - Joc per jugar en grans batalles amb miniatures més petites de l'habitual (6 mm)
- Inquisitor - Joc d'escaramusses amb miniatures més grans (54 mm) i més detallades. No s'edita en català.
- Necromunda - Joc de lluites, basat en el combat urbà amb diferents bandes.
- Space Hulk - Jugo de batalles. Per celebrar el 20º aniversari d'aquest clàssic joc de tauler, Games Workshop va editar en 2009 una versió actualitzada de Space Hulk, d'edició limitada, amb el mateix reglament però amb 35 miniatures completament noves, esculpides especialment per a l'ocasió.

#### Jocs basats en l'univers de El Senyor dels Anells
- Battle of Five Armies: The Hobbit Strategy Battle Game - Joc per recrear grans batalles amb miniatures més petites (10 mm). El joc es basa en la Batalla dels Cinc Exèrcits, en els capítols finals del hobbit, de J. R. R. Tolkien.
- El Joc de Batalles Estratègiques s'ha expandit i se li han afegit diversos suplements a les llistes dels seus actuals escenaris, rerefons, miniatures, etc.

#### Forge World
Forge World ha publicat el seu primer joc d'especialista de fabricació pròpia:
- Aeronautica Imperialis - Joc basat en l'combat aeri de l'univers de Warhammer 40.000.

#### Warhammer Historical
Warhammer Historical recrea batalles històriques amb miniatures de diferent grandària.
- Warhammer Ancient Battles
- Warmaster Ancients
- English Civil War
- Legends of the Old West

### Descatalogats

#### Jocs basats en l'univers deWarhammer Fantasy
- HeroQuest
- Advanced HeroQuest
- Kerrunch - Una versió simplificada de Blood Bowl
- Man O' War - Un joc de combat naval en un món fantàstic. Es van publicar dues expansions, Sea of Blood i Plague Fleet
- Mighty Empires
- Mighty Warriors
- Warhammer Quest - Joc de masmorres i exploració, una versió actualitzada de Advanced HeroQuest

#### Jocs basats en l'univers deWarhammer 40.000
- Adeptus Titanicus - El primer joc del mateix estil que segueix Epic. Estava basat en el combat entre Titanes
  - Codex Titanicus - Expansió del joc anterior
- Advanced Space Crusade
- Epic 40.000 - Precursor de Epic Armageddon, tot i que encara hi ha gent que usa tots dos termes, inclòs Epic
- Gorkamorka - Joc d'escaramusses, basat en la lluita de bandes orkas
  - Digganob - Expansió de Gorkamorka
- Lost Patrol
- Space Fleet - Joc simple basat en el combat de naus espacials, precursor del Battlefleet Gothic
- Space Hulk - Joc de batalles. Les dues primeres edicions estan descatalogades, les expansions següents pertanyen a la 1º edició.
  - Deathwing - Set d'expansió
  - Genestealer - Set d'expansió
  - Space Hulk Campaigns - Llibre d'expansió, de tapes dura i tova
- Space Marine - Joc originari de Epic, ja que va ser el primer a usar tropes d'infanteria. La primera edició anava emparellada a Adeptus Titanicus, la segona ho va anar amb Titan Legion
- Titan Legion - Expansió de Space Marine, que va estendre el sistema de joc.
- Tyranid Attack
- Ultra Marines - Joc introductori de batalles, semblant en la seva complexitat a Space Fleet

#### Jocs autoritzats
Els següents jocs no van ser creats per Games Workshop, però usaven models, material gràfic, i conceptes semblants als usats per GW. Van ser dissenyats per importants companyies de joguines i estaven disponibles en múltiples tendes i departaments de juguetería, a part de les de Games Workshop i tendes de jocs especialitzats.
- Battlemasters (Publicat per Milton Bradley)
- HeroQuest (Publicat per Milton Bradley)
  - La Torre de Kellar
  - La Tornada del Rei Bruixot
  - Contra l'Horda dels Ogres
  - Els Hechiceros de Morcar
  - The Frozen Horror.
  - The Magic of the Mirror.
  - The Dark Company
  - Llibre Bàsic d'Aventures
  - Kit de Disseny de Masmorres
- Croada Estel·lar (Publicat per Milton Bradley)
  - Objectiu Dreadnaught - Expansió de Croada Estel·lar.
  - Ataqui Eldar - Expansió de Croada Estel·lar.

## Jocs de Rol
Alguns jocs de miniatures (per exemple, Inquisitor), impliquen elements de joc de rol, encara que Games Workshop ha editat en el passat diversos jocs de rol relacionats amb el món de Warhammer Fantasy. El joc de rol de Warhammer Fantasy Battle (Warhammer Fantasy Roleplay) va ser publicat per primera vegada el 1986, i tornat a publicar amb una nova edició el 9 de març de 2005. Ha estat editat per Black Industries, companyia pertanyent a BL Publishing, i va ser traduït al castellà per l'editorial madrilenya La Factoria d'Idees al desembre de 1997 sota el títol de Warhammer Fantasia. Black Industries ha publicat també el joc de rol de l'univers Warhammer 40.000: el 2008 va publicar Warhammer 40,000 Roleplay. El primer llibre de la gamma es va titular Dark heresy.

### Descatalogats
- Golden Heroes - Joc de rol, en el qual encarnem a un superheroi. Publicat el 1984, després d'haver estat editat en una versió amateur anterior.
- Jugde Dredd, The Role-Playing Game - Publicat sota llicència d'el 1985
- RuneQuest - La tercera edició del joc, publicada juntament amb Chaosium el 1987
- Stormbringer - La tercera edició del joc, també publicada juntament amb Chaosium el 1987

## Jocs de taula
Games Workshop té una llarga tradició en el desenvolupament de jocs de taula, a part de les miniatures i els jocs de rol. Això pot portar a errors, ja que molts d'aquests jocs poden haver tingut elements de jocs de rol, o miniatures incloses. Actualment, un joc de taula està llest per ser llançat al mercat a través de Black Industries, la quarta edició del clàssic joc de taula de Games Workshop, Talisman.

### Descatalogats
- BattleCars
- Battle for Armageddon
  - Chaos Attack - Expansió de Battle for Armageddon
- Chaos Marauders - Joc de taula basat en hordes orques
- Block Mania - Joc de taula basat en Jugde Dredd, de 2000AD
- Blood Royale - Joc estratègic multijugador, basat en l'Europa medieval
- Calamity
- Chainsaw Warrior - Joc per un sol jugador
- Cosmic Encounter - (Sota llicència)
- Cursi of the Mummy's Tomb
- Dark Future - Similar a Car Wars, antecessor de BattleCars
- The Doctor Who - The Game of Time and Space - (1980)
- Doom of the Eldar
- Dungeonquest - Juntament amb un pack d'expansió
- Fury of Dracula - Una nova edició disponible, distribuïda per Fantasy Flight Games
- Gobbo's Banquet
- Horus Heresy
- Hungry Troll and the Gobbos
- Jugde Dredd
- Kings and things - (Sota llicència)
- Quircks
- Railway Rivals
- Rogue Trooper - (Un altre joc relacionat amb 2000AD)
- Super Power
- Valley of Four Winds
- Warlock
- The Warlock of Firetop Mountain - Basat en el joc de Fighting Fantasy
- Warrior Knights

## Videojocs
Games Workshop va produir i va vendre alguns jocs per a la ZX Spectrum al principi (molts d'ells no estaven basats en Warhammer), més tard el mercat s'expandiria fins als ordinadors.
- Apocalypse (1983) - Basat en el joc de taula original
- Argent Warrior (1984) - Aventura gràfica
- Battlecars (1984) - Joc de carreres per a dos jugadors, programat en BASIC
- Chaos (1985) - Joc multijugador de torns, basat en el joc de taula dissenyat per Jullian Gollop
- D-Day (1985) - Basat en el desembarcament de Normandia
- HeroQuest (1991) - Basat en el joc de taula de MB
- Journey's End (1985) - Aventura gràfica
- The Key of Hope (1985) - Aventura gràfica
- Ringworld (1984) - Aventura gràfica
- Runestone (1986) - Aventura gràfica
- Talisman (1985) - Basat en el joc de taula original
- Tower of Despair (1985) - Aventura gràfica

Molts videojocs han estat produïts per terceres companyies, basats en l'univers de Warhammer Fantasy i Warhammer 40.000 pertanyents a GW. Els següents inclouen les races o miniatures de cada joc.
- Space Crusade - Amb una seqüela, per a l'Amiga
- Dark Omen (RTT basat en Warhammer Fantasy)
- La Sombra de la Rata Cornuda (RTT basat en Warhammer Fantasy)
- Space Hulk (Space Hulk)
- Space Hulk 2: Vengeance of the Blood Angels (Space Hulk)
- Final Liberation (Epic 40.000, Marines Espacials, Guàrdies Imperials i Orkos)
- Fire Warrior (Joc shooter en primera persona, Warhammer 40.000 - Tau)
- Dawn of War (Warhammer 40.000 - Marines Espacials -Nou capítol: Los Cuervos Sangrientos- Orkos, Eldars, Marines Espacials del Caos)
  - Winter Assault (Expansió per a PC. Warhammer 40.000 - Les mateixes races que Dawn of War, més una nova afegida: la Guàrdia Imperial
  - Dark Crusade (Expansió per a PC/No necessita el Dawn of War original. Warhammer 40.000 - Les mateixes races que Winter Assault, més dues noves afegides: Tau i Necrones
  - Soul Storm
- Chaos Gate (Warhammer 40.000 - Marines Espacials, Marines Espacials del Caos)
- Rites of War (Warhammer 40.000 - Eldars, Marines Espacials, Tiránidos)
- GorkaMorka (Cancel·lat. Warhammer 40.000 - Orkos)
- Warhammer: La marca del Caos (Warhammer Fantasy - Orcos, Goblins, Nans, Vampirs, L'Imperi, El Caos, Skavens, Alts Elfos
- Warhammer Online, un joc de rol online massiu produït per Mythic Entertainment.
- Blood Bowl, basat en el joc de tauler dels anys 90, que barreja el futbol americà amb l'estil fantàstic i en el qual juguen races com orcs o elfs. Desenvolupat per Cyanide.
- Warhammer 40.000: Command Squad, joc d'estratègia per torns, que se centra en el combat entre esquadres d'Ultramarines i Marines Espacials del Caos[6]

### En desenvolupament
A la fi de 2009, s'estaven desenvolupant els següents videojocs:
- Joc encara sense nomenar de rol online massiu, basat en Warhammer 40.000 i produït per THQ. Encara no hi ha informació disponible sobre el joc en si, només l'anunci del seu desenvolupament.[7]
- Total War: Warhammer basat en el joc de taula, però al més pur estil de la sèrie Total War, que estarà a la venda en 2015 (sense data concreta).[8]